# Luise Fogt
Luise Fogt (* 5. Mai 1846 in München; † 12. Mai 1921 ebenda), Mädchenschützerin, war wesentlich an der Gründung des Marianischen Mädchenschutzvereins beteiligt. 

## Leben und Wirken
Ihr Vater war Königl. Bayerischer Oberst. Sie erhielt die damals übliche schulische Ausbildung für Mädchen ihres Standes; insbesondere im schöngeistigen Bereich wurde Luise Fogt gefördert. Bereits in sehr jungen Jahren beherrschte sie mehrere Sprachen in Schrift und Wort: Latein, Griechisch, Spanisch, Italienisch, Französisch und Englisch. Da die Mutter sehr früh starb, führte die Tochter dem Vater den Haushalt und kümmerte sich um die Erziehung des jüngeren Bruders. Nach dem Tod des Vaters übernahm sie eine Stelle als Privaterziehrin in einer kinderreichen Familie eines Politikers in der Pfalz. Nach vier Jahren erkrankte Luise Fogt so schwer, dass sie ihre Tätigkeit aufgeben musste. Nach der Genesung engagierte sie sich ehrenamtlich im Marianischen Mädchenschutzverein (heute: IN VIVA Katholische Mädchensozialarbeit), für den sie 26 Jahre tätig war. Diesbezüglich arbeitete sie eng mit Christiane von Preysing, der Präsidentin des Vereins, Marie Freiin von Hohenhausen und Ellen Ammann zusammen. Genannte Frauen gründeten ein Komitee zur Gründung eines Mädchenschutzvereins, dem im August 1895 die konstituierende Sitzung folgte. Sitz des Vereins wurde die bayerische Residenzstadt, wo 1897 ein Plazierungsbüro eröffnet wurde. Dieses besuchten Eltern, um Rat und Auskunft für ihre Töchter einzuholen. Das Büro wurde täglich durchschnittlich von 16 bis 18 Personen aufgesucht; ca. 1.000 Stellenangeboten standen 800 Platzierungen gegenüber.  Luise Fogt ernannte man zur Geschäftsführerin des Münchner Mädchenschutzvereins wie auch des Bayerischen Landes=Komitees. Zweigverein des Deutschen National=Komitees zur internationalen Bekämpfung des Mädchenhandels. Eine ihrer wichtigsten Aufgaben war die Herausgabe der „Führerbroschüre“ in 30.000 Exemplaren, die Adressen und Empfehlungen für alle reisenden und stellensuchenden katholischen Mädchen enthielt. 
Immer wieder trat Luise Fogt mit Publikationen und Vorträgen, den Mädchenhandel und -schutz betreffend, an die Öffentlichkeit. Beispielsweise hielt sie auf dem vierten Caritastag 1899 in Augsburg, als erste Frau in Deutschland überhaupt auf einem katholischen Kongress, einen umfassenden Vortrag zum Thema Mädchenhandel und -schutz. In ihren Publikationen forderte sie insbesondere die Frauen zur direkten und indirekten Mitarbeit auf:
Wir brauchen zum Kampfe gegen den Mädchenhandel alle wohlgesinnten Frauen aller Stände und wir brauchen zunächst ihre Zungenfertigkeit... Die wichtigste, unerläßlichste Anteilnahme jeder ehrbaren Frau am Kampfe gegen den Mädchenhandel ist, daß sie durch ihr Beispiel, durch ihren Einfluß auf Gatten, Väter, Söhne und Brüder das sittliche Niveau der Gesellschaft zu heben sich bemüht.
Luise Fogt war Terziarin im Franziskanischen Drittorden. Für diesen warb sie um Mitarbeiterinnen für den Einsatz in der Krankenpflege, indem sie konstatierte:
Der Dritte Orden ist die berufenste Macht, Deutschland die so nötigen Krankenpflegerinnen zu verschaffen, nicht nur den kleinen Dörfern, sondern auch überall dort, wo die Kräfte der vorhandenen barmherzigen Schwestern - denn so nennt man in vielen Gegenden auch die Niederbronner und Mallersdorfer Schwestern etc. - nicht ausreichen, die immer steigenden Ansprüche zu befriedigen.
Marianne Neboisa charakterisierte die Mädchenschützerin wie folgt:
Luise Fogt war eine vielseitig begabte und leistungsfähige Frau, deren Tun stark religiös motiviert war; Selbstlosigkeit war der auffälligste Zug an ihr, der aus seiner Natur heraus nach Unauffälligkeit und Verborgenheit strebte.